# Torneio Internacional Cidade de Cremona de 2013
O Torneio Internacional Cidade de Cremona de 2013 foi a 2a edição deste torneio de futebol sub-14.

## Classificação Final
Campeão - Parma

Vice-Camepão - Juventus

3° Lugar - Metz

4° Lugar - Milan

5° Lugar - Fiorentina

6° Lugar - Cremonese

7° Lugar - Grasshoper

8° Lugar - Brommapojkarna

9° Lugar - Legia Varsavia

10° Lugar - Monaco 1860

11° Lugar - Olimpia Lubiana

12° Lugar - Dinamo Tirana